# Рязановка (Марксовский район)
Рязановка (нем. Näb) — село в Марксовском районе Саратовской области. Входит в Подлесновское муниципальное образование. Село расположено южнее села Баскатовка, на правом берегу реки Гнилуха, в 1,7 км восточнее левого берега Волгоградского водохранилища. Население — 489 (2010).

## История
Основано в 1767 году как немецкая колония Неб. Вызывательская колония Борегарда. Русское название по фамилии колонисткого чиновника Рязанова. Колония первоначально была заложена у реки Малый Караман, в 1770 году перенесена на более благоприятное место, к левому берегу Волги. Основатели — 44 семьи из Ганау, Вюртемберга и Эльзаса. Село относилось к лютеранским приходам Екатериненштадт, Беттингер. В 1820 году образован самостоятельный приход Неб.
Первоначально колония относилась к Панинскому колонистскому округу. После губернской реформы 1797 года в составе Вольского уезда (с 1835 года — в составе Николаевского уезда) Саратовской губернии (с 1851 года — Самарской губернии). После перехода к волостному делению в составе Панинской, с 1908 года Рязановской волости Николаевского уезда Самарской губернии. По состоянию на 1857 год в распоряжении 132 семей находилось 4225 десятин земли.
С 1918 года — в составе Панинского (Шенхенского) района Трудовой коммуны (автономной области) немцев Поволжья (с 1924 года — АССР немцев Поволжья), с 1922 года — в составе Марксштадтского кантона, административный центр Небского сельсовета.
В голод 1921 года в селе родилось 84, умерли 330 человек. В 1926 году в селе имелись кооперативная лавка, сельскохозяйственное кооперативное товарищество, начальная школа, сельсовет. В 1927 году возвращено название Неб. В 1935 году включена в состав Унтервальденского кантона.
28 августа 1941 года был издан Указ Президиума ВС СССР о переселении немцев, проживающих в районах Поволжья. Немецкое население депортировано, село, как и другие населённые пункты Унтервальденского кантона было включено в состав Саратовской области. Переименовано в Рязановка.

## Население
Динамика численности населения
| 1769 | 1773 | 1788 | 1798 | 1816 | 1834 | 1850 | 1859 | 1883 | 1889 | 1897 | 1905 | 1910 | 1920 | 1922 | 1923 | 1926 | 1931 | 1987 | 2002 |
| ---- | ---- | ---- | ---- | ---- | ---- | ---- | ---- | ---- | ---- | ---- | ---- | ---- | ---- | ---- | ---- | ---- | ---- | ---- | ---- |
| 169  | 86   | 199  | 240  | 360  | 746  | 1066 | 1027 | 1454 | 1593 | 1834 | 2545 | 2600 | 2327 | 1649 | 1473 | 1618 | 1893 | ≈210 | 474  |

В 1931 году 99,8 % населения села составляли немцы.
| 2002 | 2010 |
| ---- | ---- |
| 472  | ↗489 |